# Суперкубок Європи 1991
Суперкубок Європи 1991 — 16-й розіграш Суперкубка Європи, в якому зіграли переможець Кубка європейських чемпіонів 1990—1991 югославська «Црвена Звезда» та переможець Кубка володарів кубків 1990—1991 англійський «Манчестер Юнайтед». Вперше за свою історію титул володаря Суперкубка Європи здобув «Манчестер Юнайтед».

## Передісторія
Передбачалось, що турнір буде складатись із двох матчів, по одному на домашньому полі кожної з команд. Проте через політичну нестабільність у Белграді у цей час, УЄФА ухвалило рішення про проведення тільки однієї гри на «Олд Траффорд».

## Команди
| Команда           | Кваліфікація                                      | Попередні участі |
| ----------------- | ------------------------------------------------- | ---------------- |
| Манчестер Юнайтед | переможець Кубка володарів кубків 1990—1991       | —                |
| Црвена Звезда     | переможець Кубка європейських чемпіонів 1990—1991 | —                |

## Матч
| 19 листопада 1991 19:15 GMT |

| Манчестер Юнайтед | 1–0      | Црвена Звезда |
| ----------------- | -------- | ------------- |
| Макклер 67'       | Протокол |               |

| Олд Траффорд, Манчестер Глядачів: 22 110 Арбітр: Маріо ван дер Енде |

| Манчестер Юнайтед | Црвена Звезда |

|                  |  |                    |  |     |
|                  |  |                    |  |     |
| В                |  | Петер Шмейхель     |  |     |
| З                |  | Лі Мартін          |  | 71' |
| З                |  | Деніс Ірвін        |  |     |
| З                |  | Стів Брюс          |  |     |
| З                |  | Гарі Паллістер     |  |     |
| ПЗ               |  | Ніл Вебб           |  |     |
| ПЗ               |  | Андрій Канчельскіс |  |     |
| ПЗ               |  | Пол Інс            |  |     |
| ПЗ               |  | Клейтон Блекмор    |  |     |
| Н                |  | Браян Макклер      |  |     |
| Н                |  | Марк Г'юз          |  |     |
| Запасні:         |  |                    |  |     |
| В                |  | Гарі Волш          |  |     |
| З                |  | Мел Донагі         |  |     |
| ПЗ               |  | Рассел Бірдсмор    |  |     |
| ПЗ               |  | Раян Гіггз         |  | 71' |
| Н                |  | Марк Робінс        |  |     |
| Головний тренер: |  |                    |  |     |
| Алекс Фергюсон   |  |                    |  |     |

|                 |  |                   |  |     |
|                 |  |                   |  |     |
| В               |  | Звонко Мілоєвич   |  |     |
| З               |  | Душко Радинович   |  |     |
| З               |  | Горан Василєвич   |  |     |
| З               |  | Мирослав Таньга   |  |     |
| З               |  | Міодраг Белодедич |  |     |
| ПЗ              |  | Ілія Найдоський   |  |     |
| ПЗ              |  | Влада Стошич      |  |     |
| ПЗ              |  | Владімір Югович   |  |     |
| ПЗ              |  | Синиша Михайлович |  |     |
| Н               |  | Дарко Панчев      |  |     |
| Н               |  | Деян Савичевич    |  | 82' |
| Запасні:        |  |                   |  |     |
| В               |  | Драгоє Лекович    |  |     |
| З               |  | Саша Неделькович  |  |     |
| Н               |  | Ілія Івич         |  | 82' |
| Н               |  | Предраг Йованович |  |     |
| Тренер:         |  |                   |  |     |
| Владиця Попович |  |                   |  |     |